# Große Moschee Baiturrahman

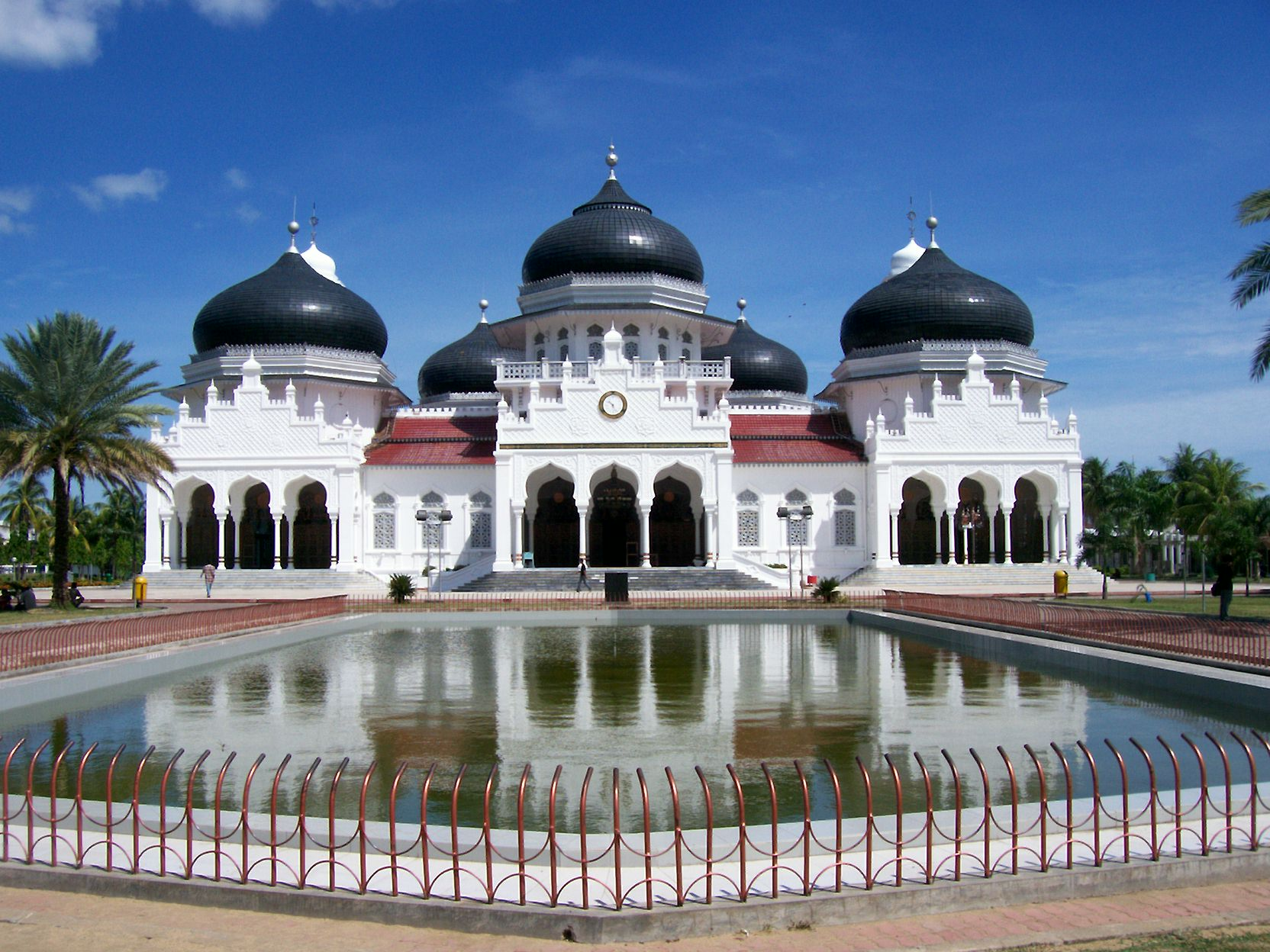
Blick vom Tor auf die Fassade, 2005

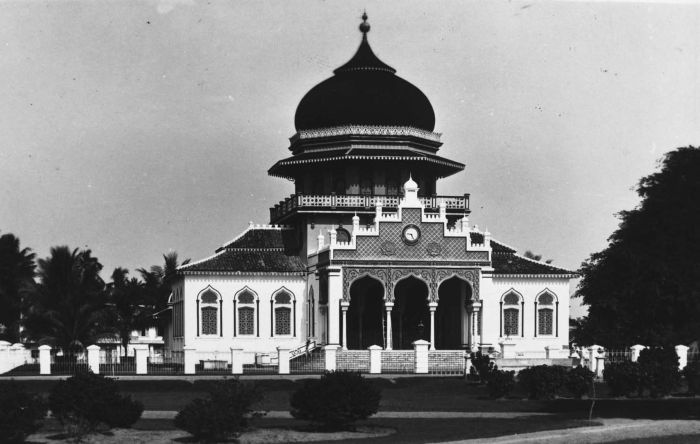
Moschee zwischen 1910 und 1930

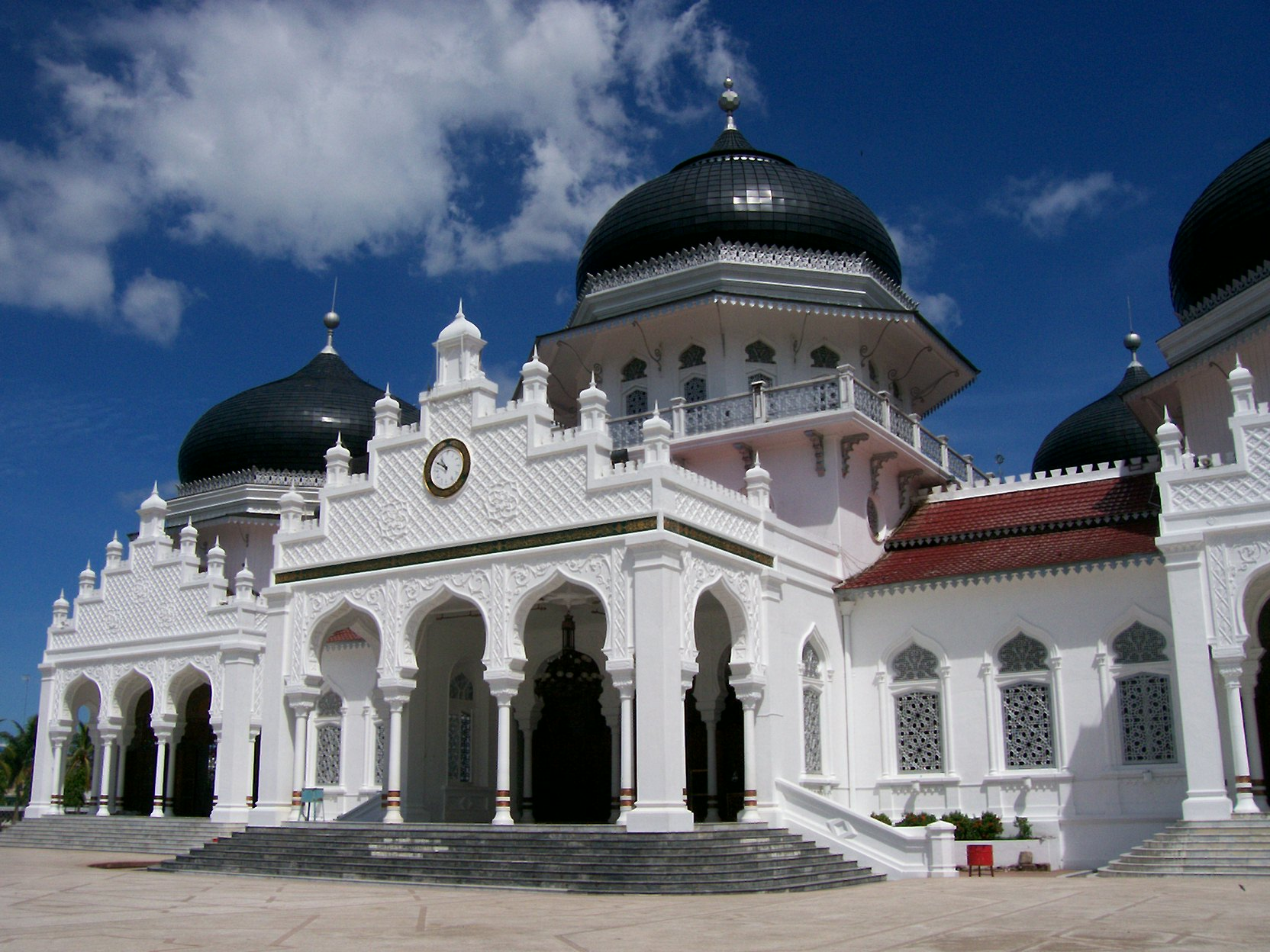
Haupteingang

Die Große Moschee Baiturrahman (auch Raya-Baiturrahman-Moschee, Masjid Baiturrahman, Masjid Raya Baiturrahman) ist eine Moschee, die sich im Zentrum von Banda Aceh, der Hauptstadt der indonesischen Provinz Aceh, befindet. Sie hat für die einheimische achinesische Bevölkerung eine große symbolische Bedeutung für deren Religion und Kultur, insbesondere nachdem das Gebäude den Tsunami von 2004 verhältnismäßig folgenlos überstanden hat.

## Geschichte
Die Moschee wurde vom niederländischen Architekten Gerrit Bruins entworfen und von der niederländischen Kolonialadministration als Symbol der Aussöhnung erbaut, da die ältere Hauptmoschee der Stadt während des Aceh-Krieges (1873–1903) zerstört worden war. Die Konstruktion begann 1879, fertiggestellt wurde das Gebäude im Jahre 1881. Die Grundsteinlegung erfolgte durch Tengku Qadhi Malikul Adil, der später der erste Imam des Hauses wurde. Im Laufe des 20. Jahrhunderts wurden dem Gebäude einige Elemente hinzugefügt. So ergänzen seit 1936 an den Seiten zwei Kuppeln die Moschee. Im Jahr 1957 wurde schließlich eine vierte und fünfte Kuppel hinzugefügt, die somit die fünf Säulen des Islam darstellen sollen. Mittlerweile besitzt sie insgesamt sieben Kuppeln sowie acht Minarette, wobei eines das höchste in Banda Aceh sein soll. Nach dem Tsunami 2004 diente die Moschee für die Bevölkerung der in weiten Teilen zerstörten Stadt vorübergehend als Obdach.

## Architektur
Die Gestaltung der Moschee kombiniert Einflüsse aus der Kolonial- sowie der indischen Mogularchitektur. 